# Mick Pikos
Michael „Mick” Pikos (ur. 21 czerwca 1954 w Kalimnos) – australijski zapaśnik walczący w stylu wolnym. Dwukrotny olimpijczyk. Ósmy w Moskwie 1980 w wadze 90 kg i szesnasty w Atlancie 1996 w kategorii 130 kg. 
Srebrny medalista igrzysk wspólnoty narodów w 1978 i mistrzostw Wspólnoty Narodów w 1991. Trzykrotny złoty medalista mistrzostw Oceanii w latach 1992 – 1996.